# Corps de pompiers de l'État du Paraná
Le Corps de pompiers de l'État du Parana est un Commandement Intermédiaire de la Police militaire de l'État du Paraná (PMPR), dont la mission consiste à l'exécution d'activités de sécurité civile, à la prévention et au combat des incendies, ainsi qu'aux sauvetages et secours publics, dans le milieu de l'État du Paraná.

La corporation est une force auxiliaire, une troupe et une réserve militaire de l'Armée de terre brésilienne, intégrant le système de sécurité publique et de défense sociale du Brésil. Ses membres sont dénommés militaires des États par la Constitution Fédérale, ainsi que les autres membres de la PMPR.

## Antécédents
La création d'un Corps de Pompiers a été suggérée par l'Empereur, lors de sa visite à Parana en 1880. Le conseil municipal de Curitiba a reçu de Pierre II la quantité de 500 $ pour l'acquisition d'une pompe d'incendie. Cependant, en raison de l'insuffisance de la dotation, une pompe très petite a été acquise. Elle possédait même quelques pièces endommagées et se montrait donc insuffisante à l'usage.

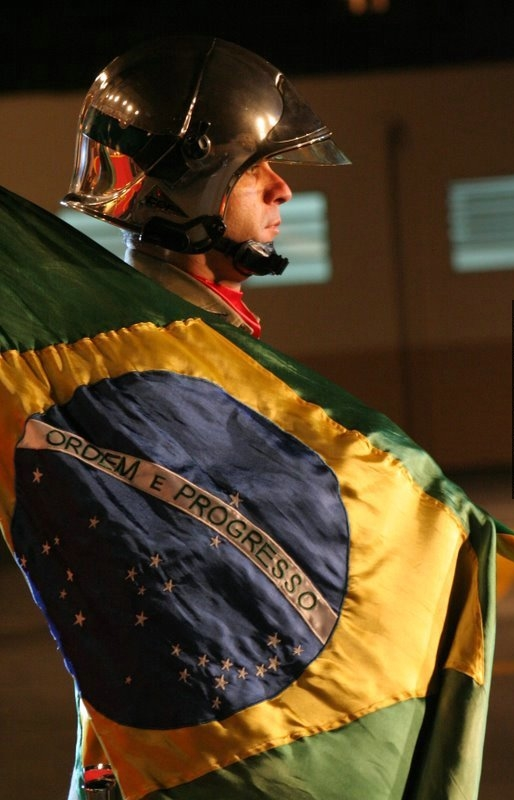
Pompier porte-drapeau.

En 1882, la Loi 679 détermina qu'une compagnie du Corps policier (PMPR) devait développer un entraînement de combat préventif aux incendies, pour la Capitale de la Province. Postérieurement, en 1886, ce Corps de pompiers essaya d'acquérir une autre pompe de la Compagnie des Apprentis Marins de Paranaguá; pourtant, après avoir réalisé un Terme d'Examen, on a constaté que la pompe était vendue avec du matériel endommagé. Après la promulgation de la République, en 1894, la création d'une Section de Pompiers jointe au Régiment de Sécurité (PMPR) a été autorisée ; elle a augmenté son effectif pour devenir une compagnie en 1906. Cependant, les équipements nécessaires n'ont pas été acquis, et malgré le manque de ressources, l'unique service de combat des incendies de la ville de Curitiba, est revenu à la Société Teutonique-brésilienne de Pompiers Volontaires, entre 1897 à 1901.

## Corps de Pompiers du Parana
Le Corps de Pompiers du Parana a été créé par le Président de l'État, Carlos Cavalcanti d'Albuquerque, en 1912. La corporation a été conçue sur le modèle de la Brigade de sapeurs-pompiers de Paris, lesquels étaient militarisés et structurés en génie militaire ; et sur le Corps de Pompiers du District Fédéral du Brésil, duquel proviennent la structure, l'organisation et l'uniforme.

### Organisation

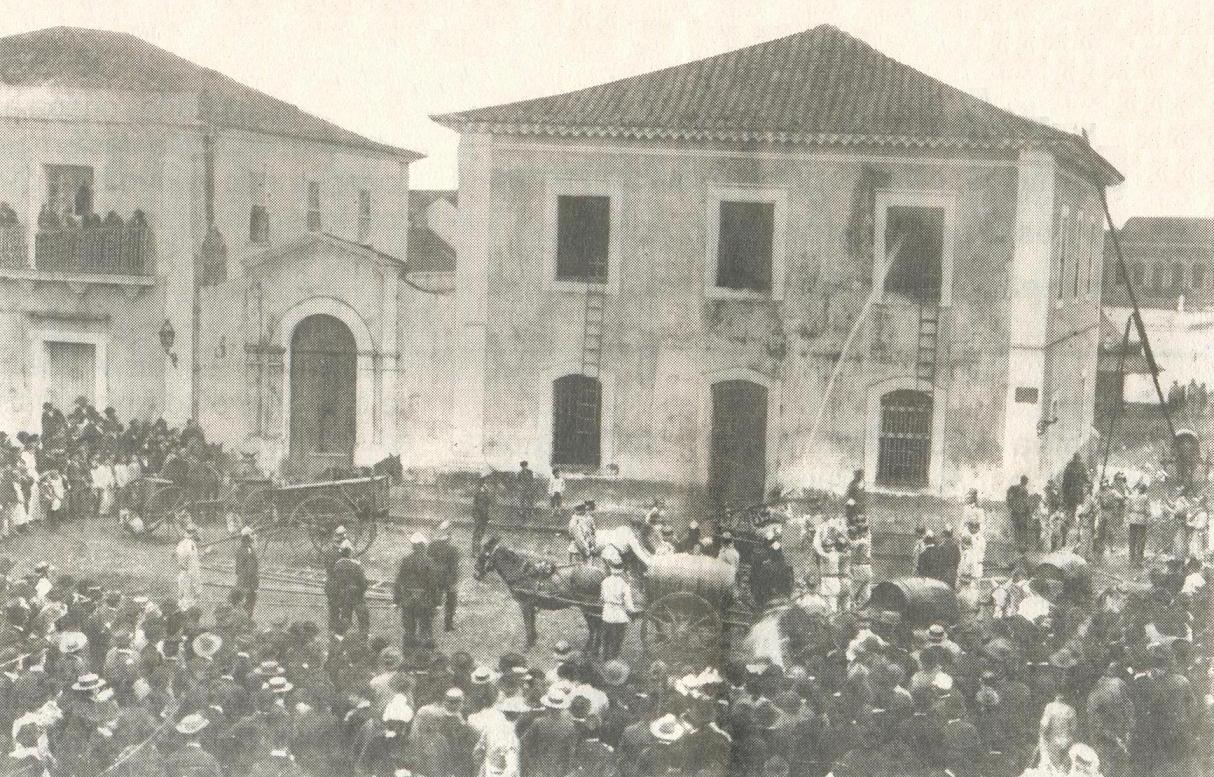
Pompiers Teuto-brésiliens - 1897.

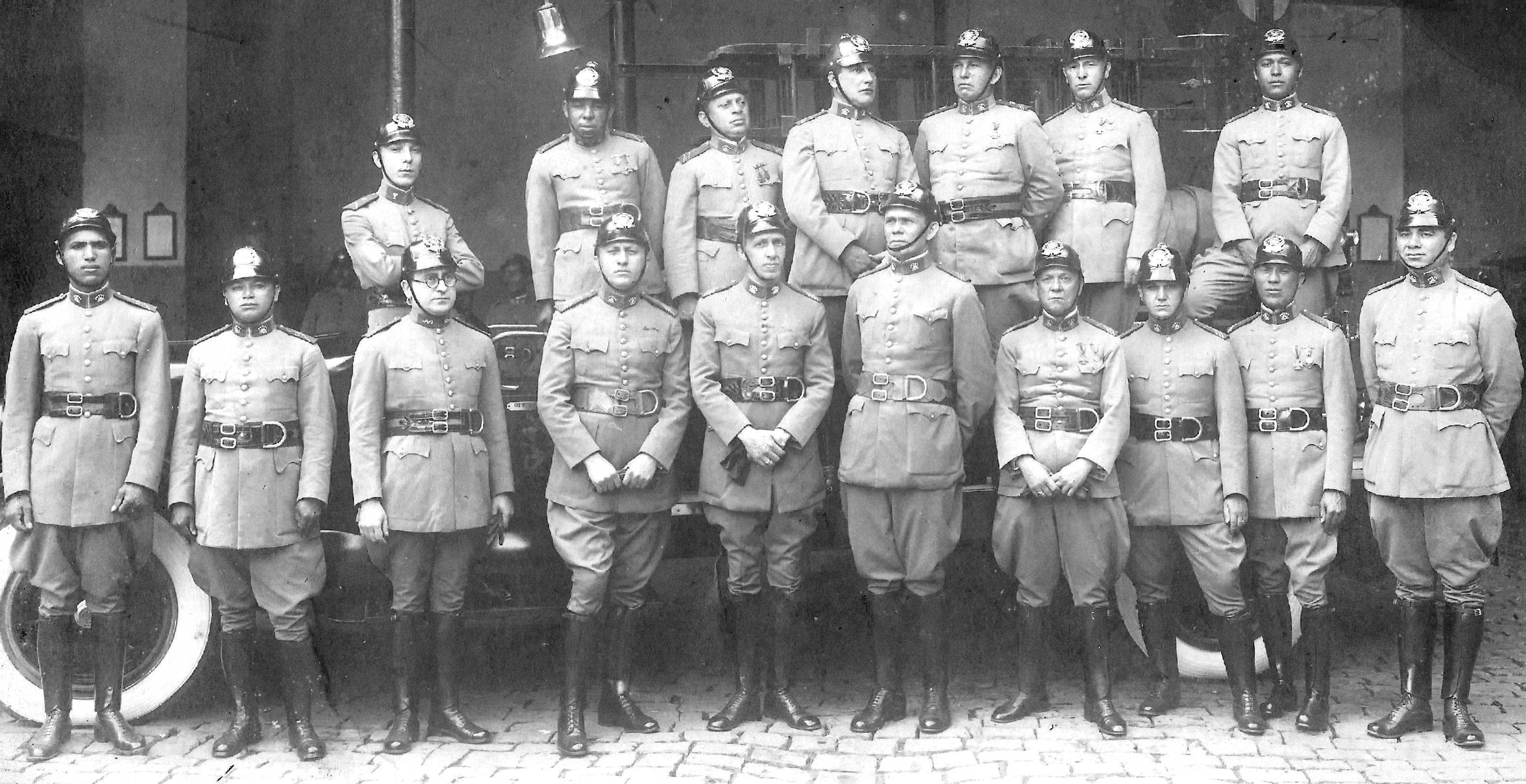
Officiers pompiers - 1923.

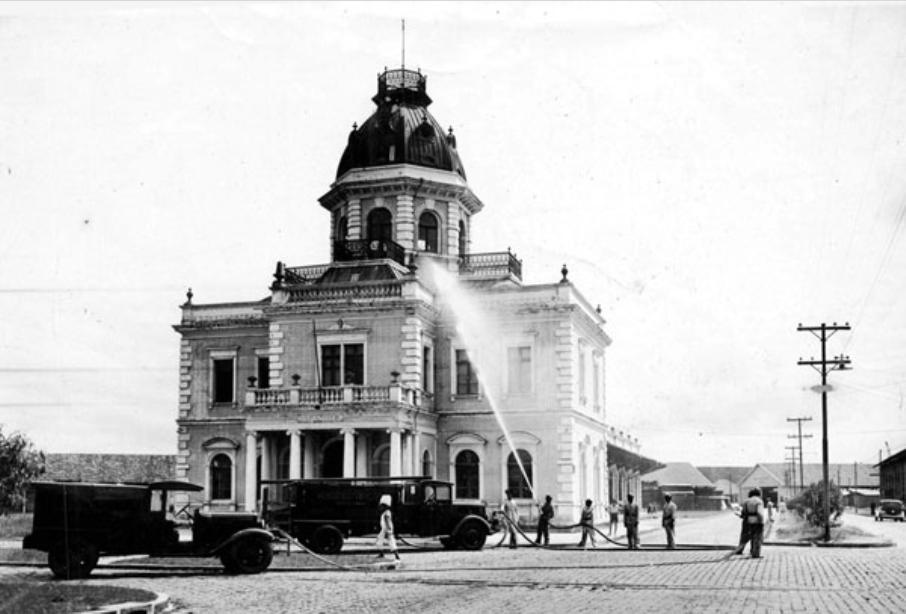
Formation de lutte contre l'incendie. Douanes de Paranaguá.

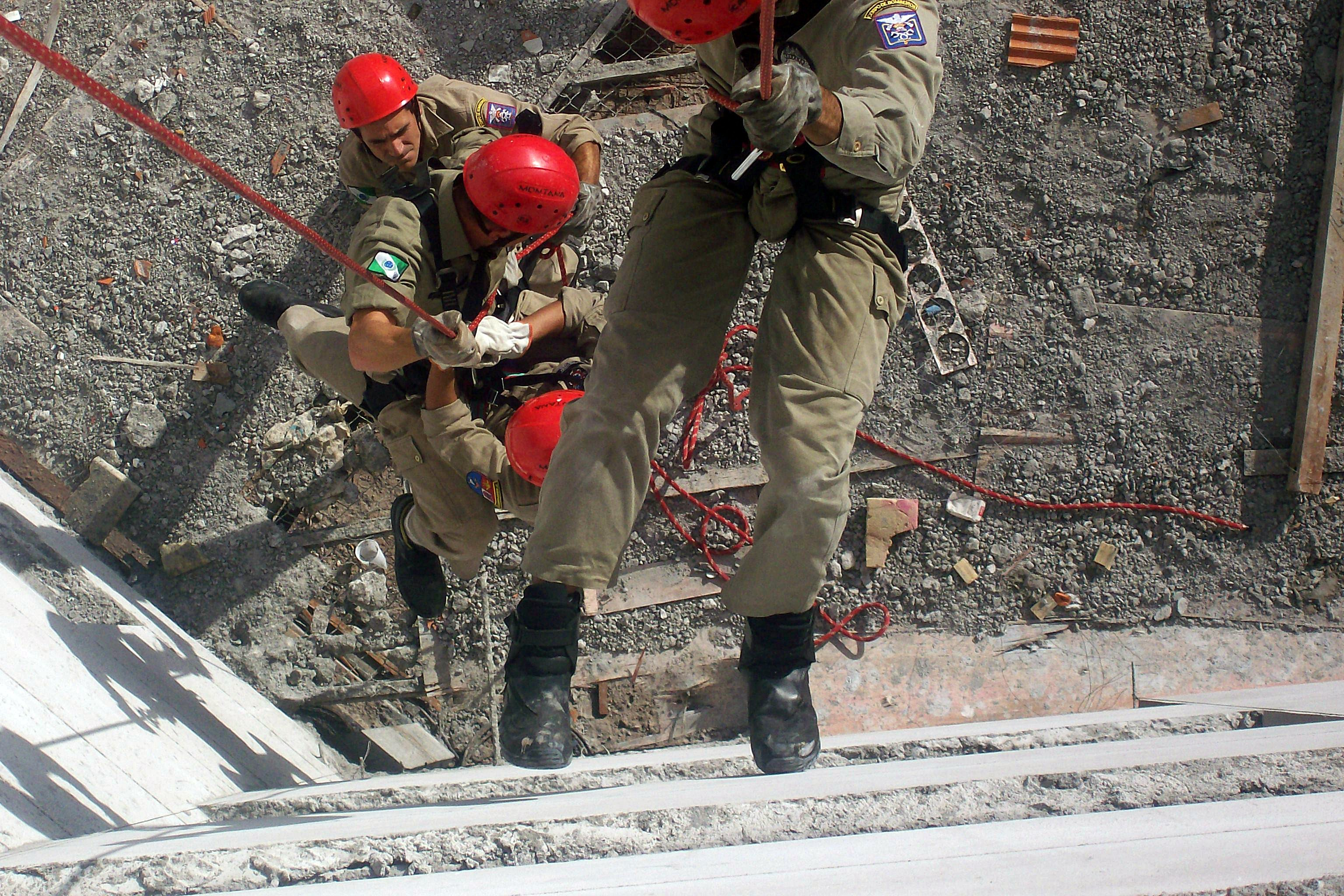
Entraînement de pompiers - Londrina.

Le Corps de Pompiers du Paraná est structuré en groupements (en portugais : grupamentos), sous-groupements (en portugais : subgrupamentos) et sections (en portugais  : seçãos) de pompiers. Un groupement est équivalent à un bataillon, un sous-groupement à une compagnie, et une section à un peloton.
Les groupements et les sous-groupements sont basés dans les grands centres urbains. Dans les petites villes, la lutte contre l'incendie est réalisée par des sections de pompiers militaires et de pompiers volontaires.
- 1er Groupement de Pompiers - Curitiba
- 2e Groupement de Pompiers - Ponta Grossa
- 3e Groupement de Pompiers - Londrina
- 4e Groupement de Pompiers - Cascavel
- 5e Groupement de Pompiers - Maringá
- 6e Groupement de Pompiers - São José dos Pinhais
- 7e Groupement de Pompiers - Curitiba
- 8e Groupement de Pompiers - Paranaguá
- 9e Groupement de Pompiers - Foz do Iguaçu
  - 1er Sous-groupements Indépendant de Pompiers - Ivaiporã
  - 2e Sous-groupements Indépendant de Pompiers - Pato Branco
  - 3e Sous-groupements Indépendant de Pompiers - Francisco Beltrão
  - 4e Sous-groupements Indépendant de Pompiers - Apucarana
  - 5e Sous-groupements Indépendant de Pompiers - Guarapuava
  - 6e Sous-groupements Indépendant de Pompiers - Umuarama
  - Centre d'Enseignement et Entraînement - Piraquara

### Désignations historiques
- 1912 - Corpo de Bombeiros do Estado do Paraná;
- 1917 - Companhia de Bombeiros Pontoneiros do Estado do Paraná[6];
- 1928 - Corpo de Bombeiros do Estado do Paraná[7];
- 1928 - Companhia de Bombeiros do Estado do Paraná[8];
- 1931 - Batalhão de Sapadores Bombeiros do Estado do Paraná[9],[10];
- 1932 - Corpo de Bombeiros do Estado do Paraná[11],[12];
- 1934 - Companhia de Bombeiros do Estado do Paraná[13];
- 1936 - Corpo de Bombeiros do Município de Curitiba[14];
- 1938 - Corpo de Bombeiros do Estado do Paraná[15];
- 1948 - Companhia de Bombeiros da Polícia Militar do Paraná[16];
- 1953 - Corpo de Bombeiros da Polícia Militar do Estado do Paraná[17].

### Fourgons d'incendie

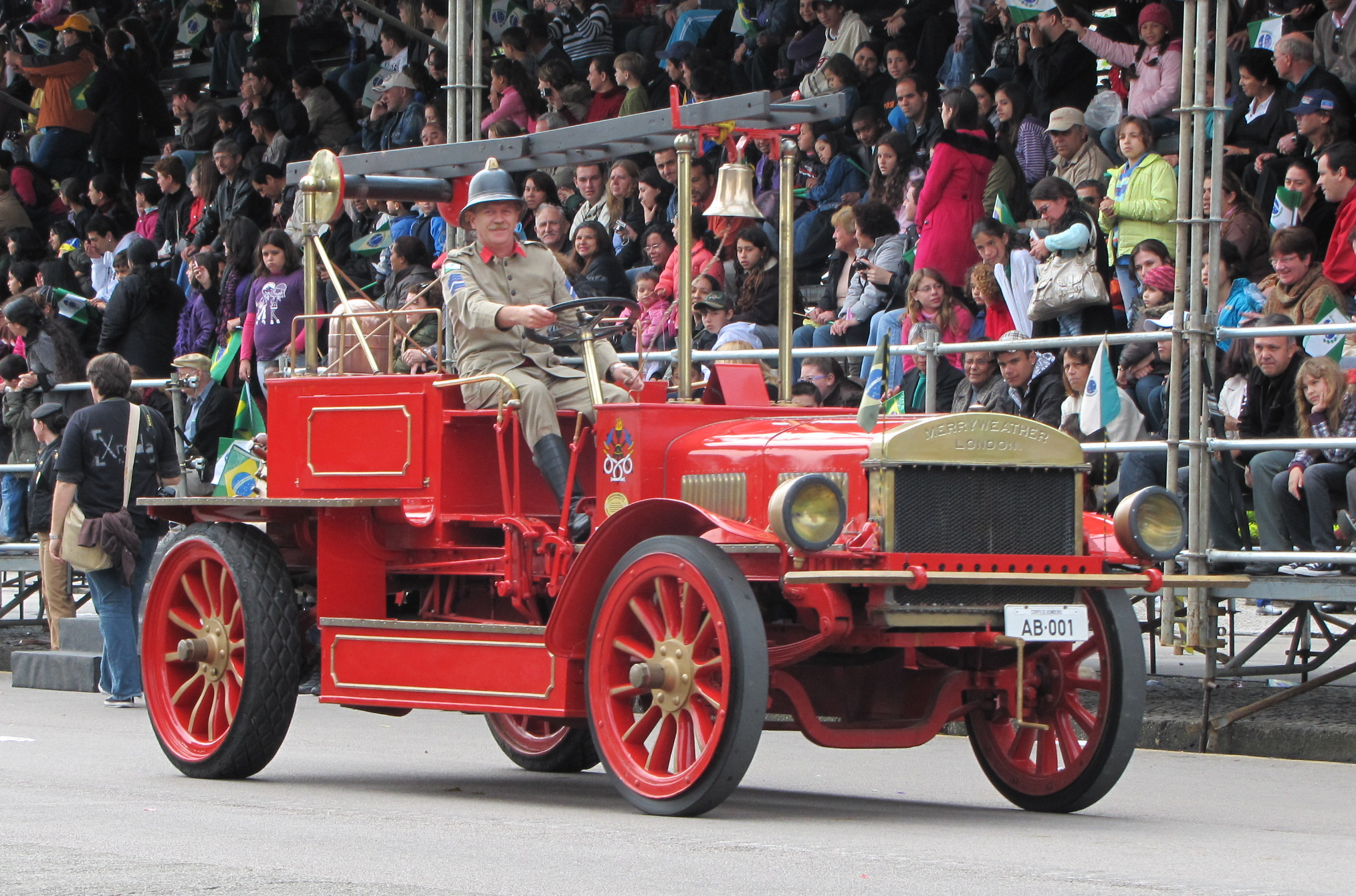
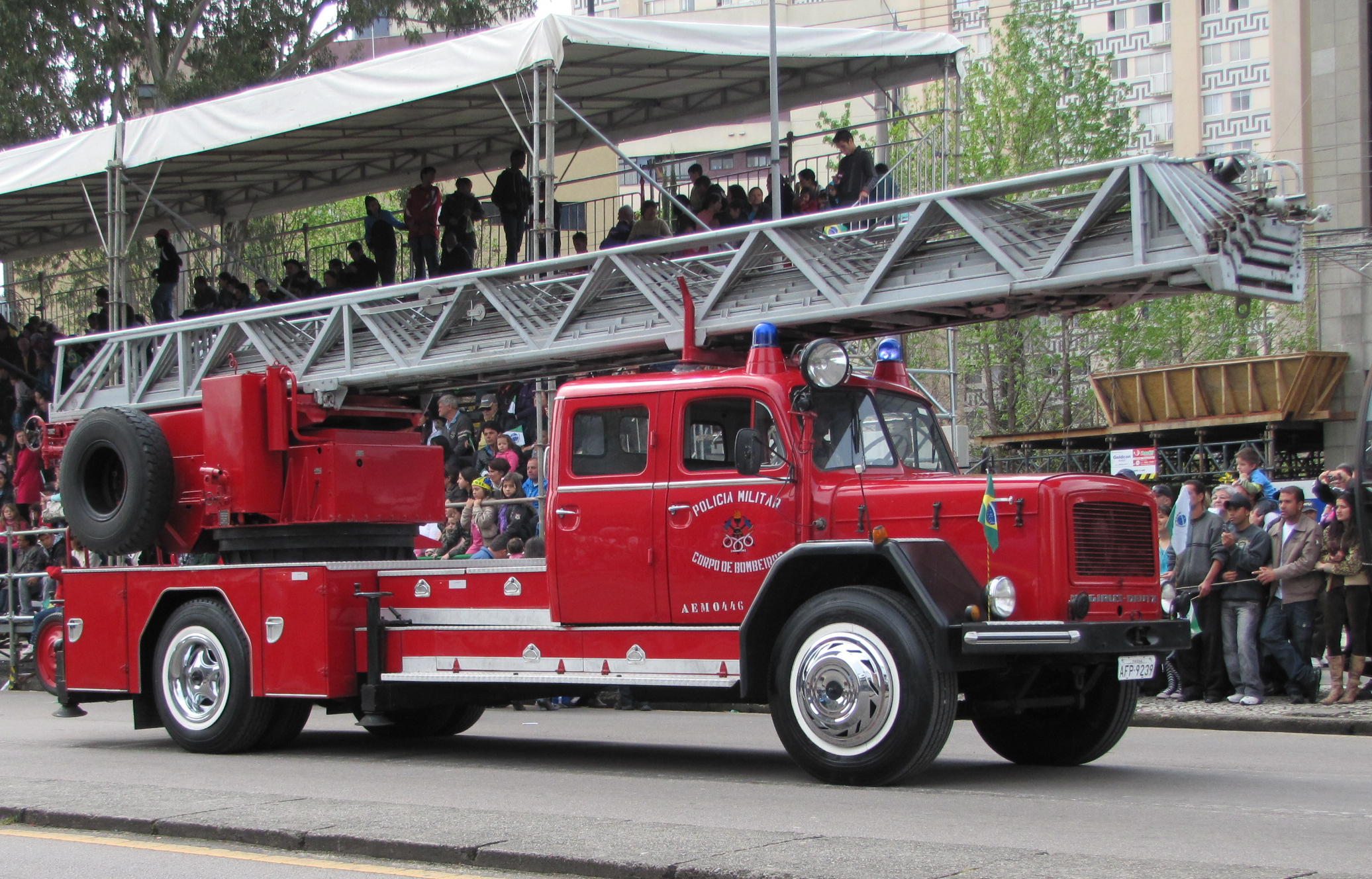
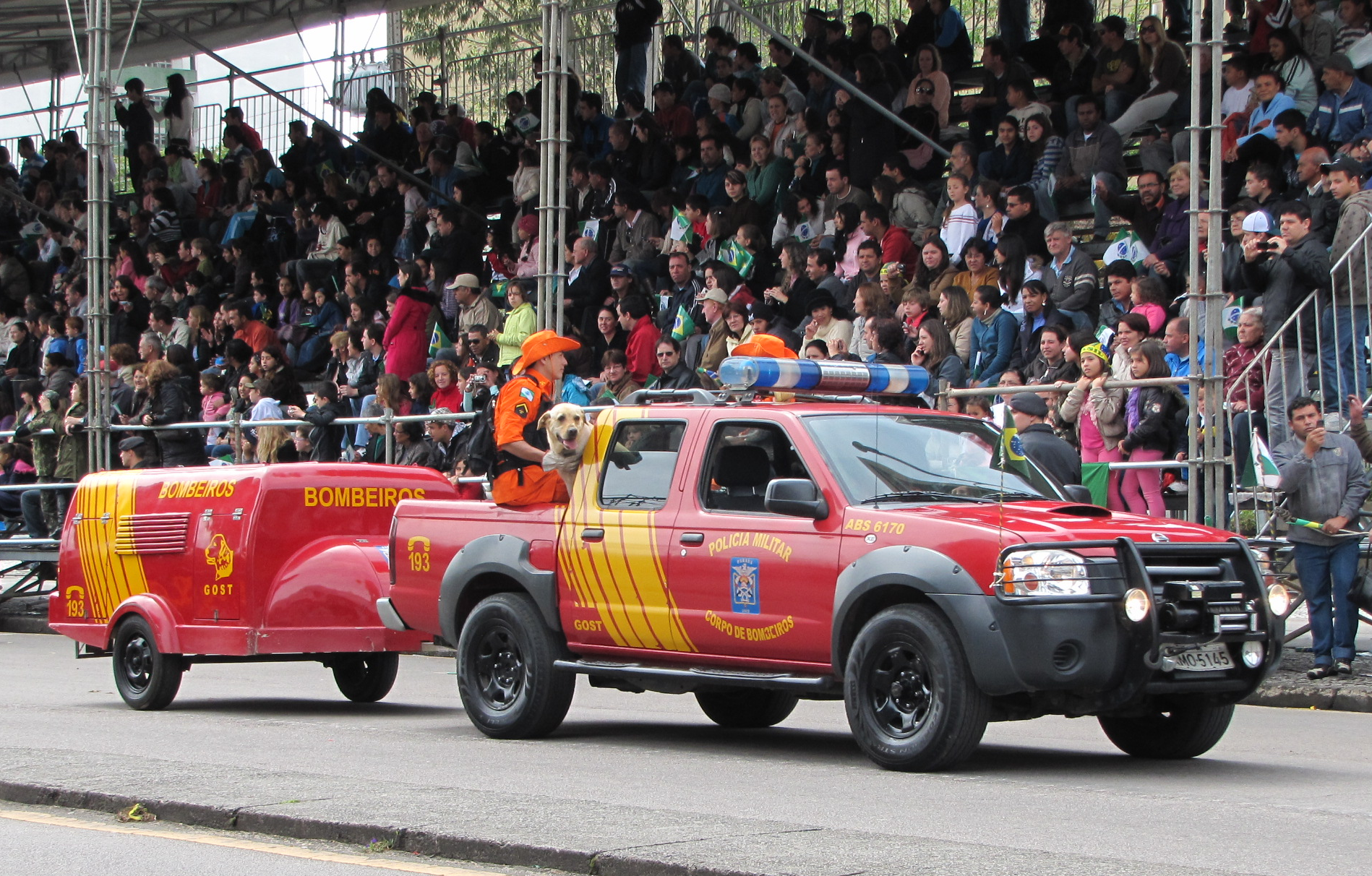
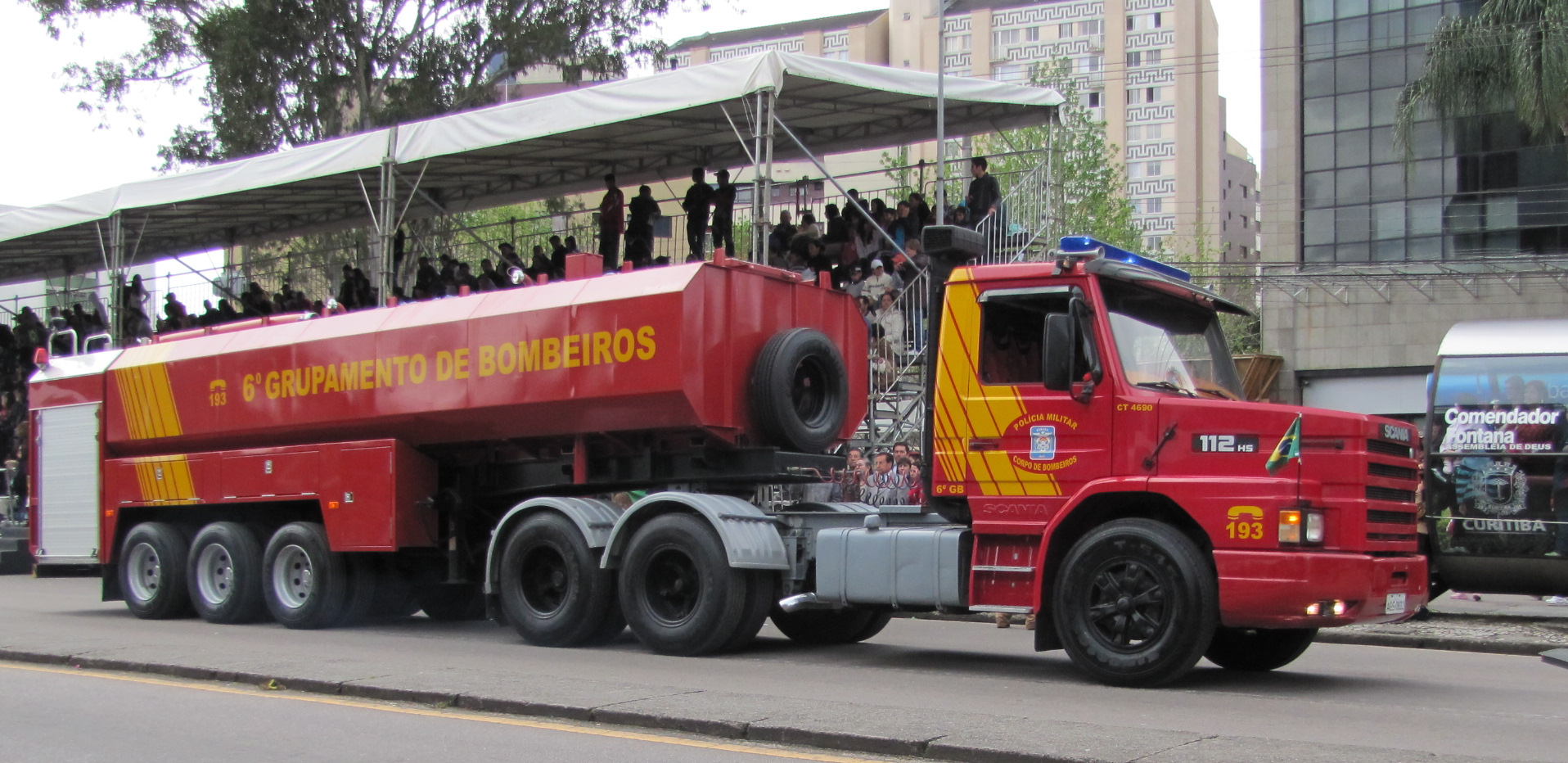
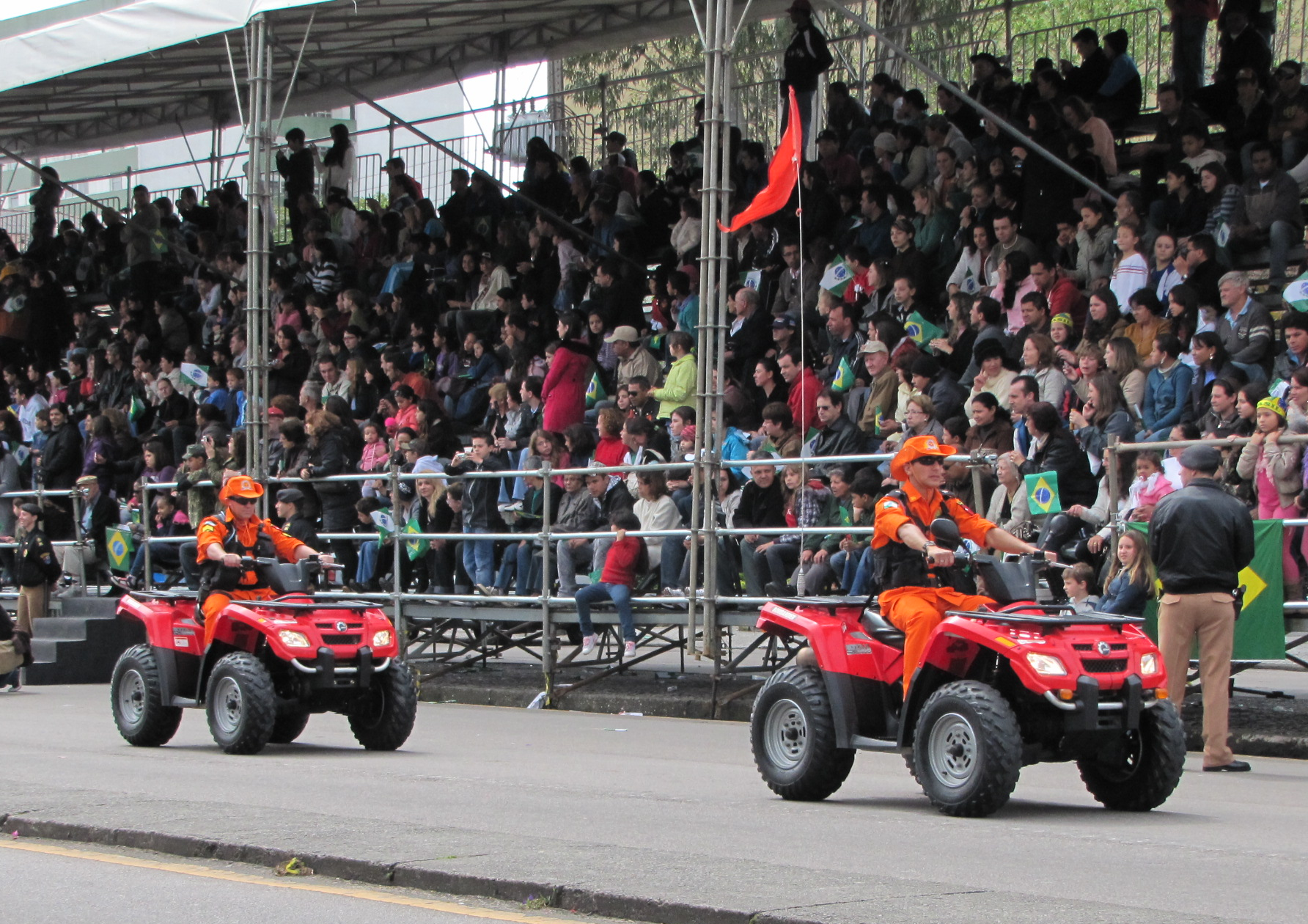
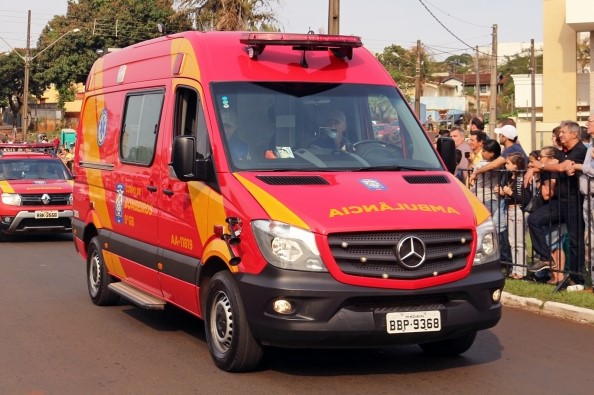
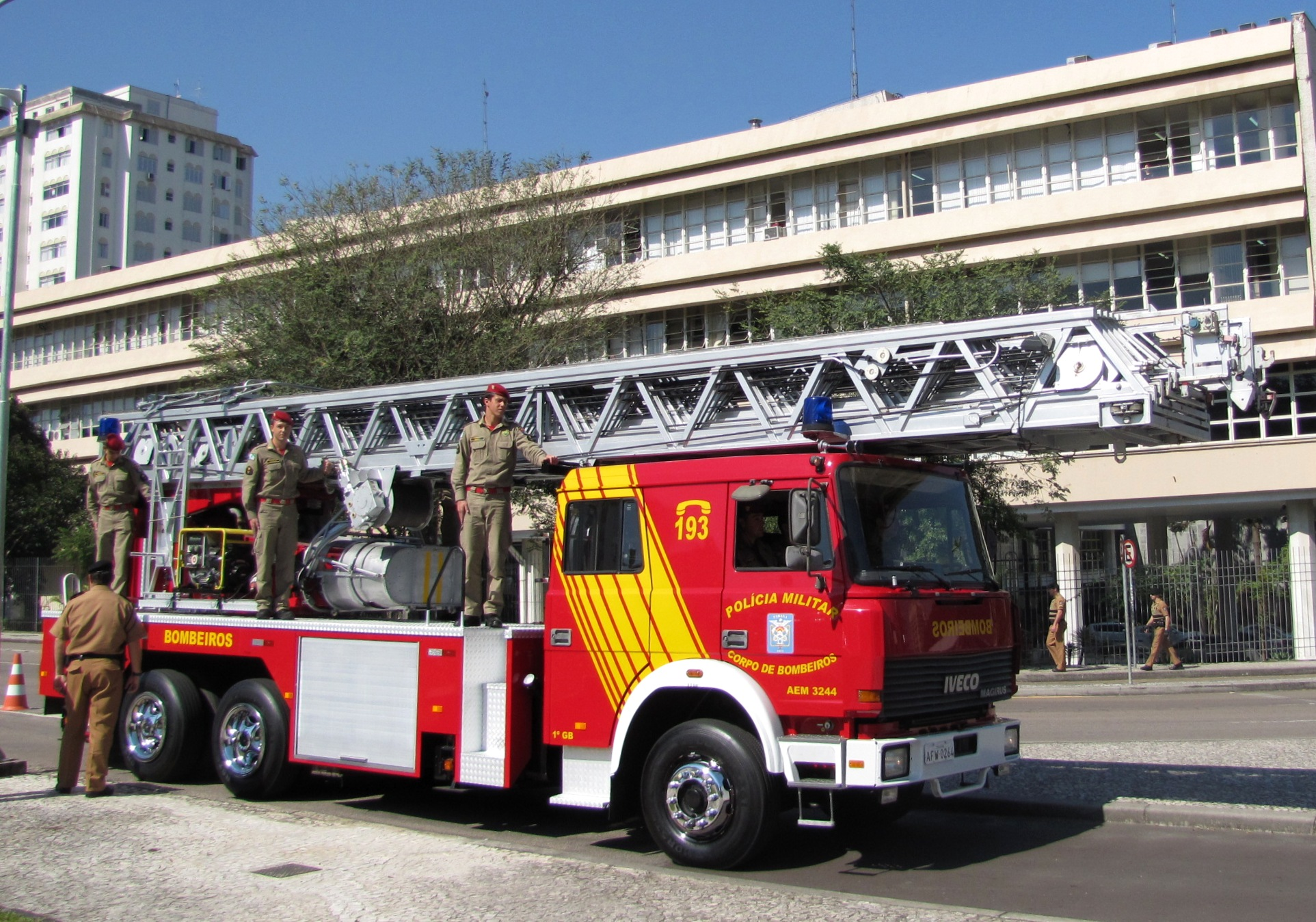
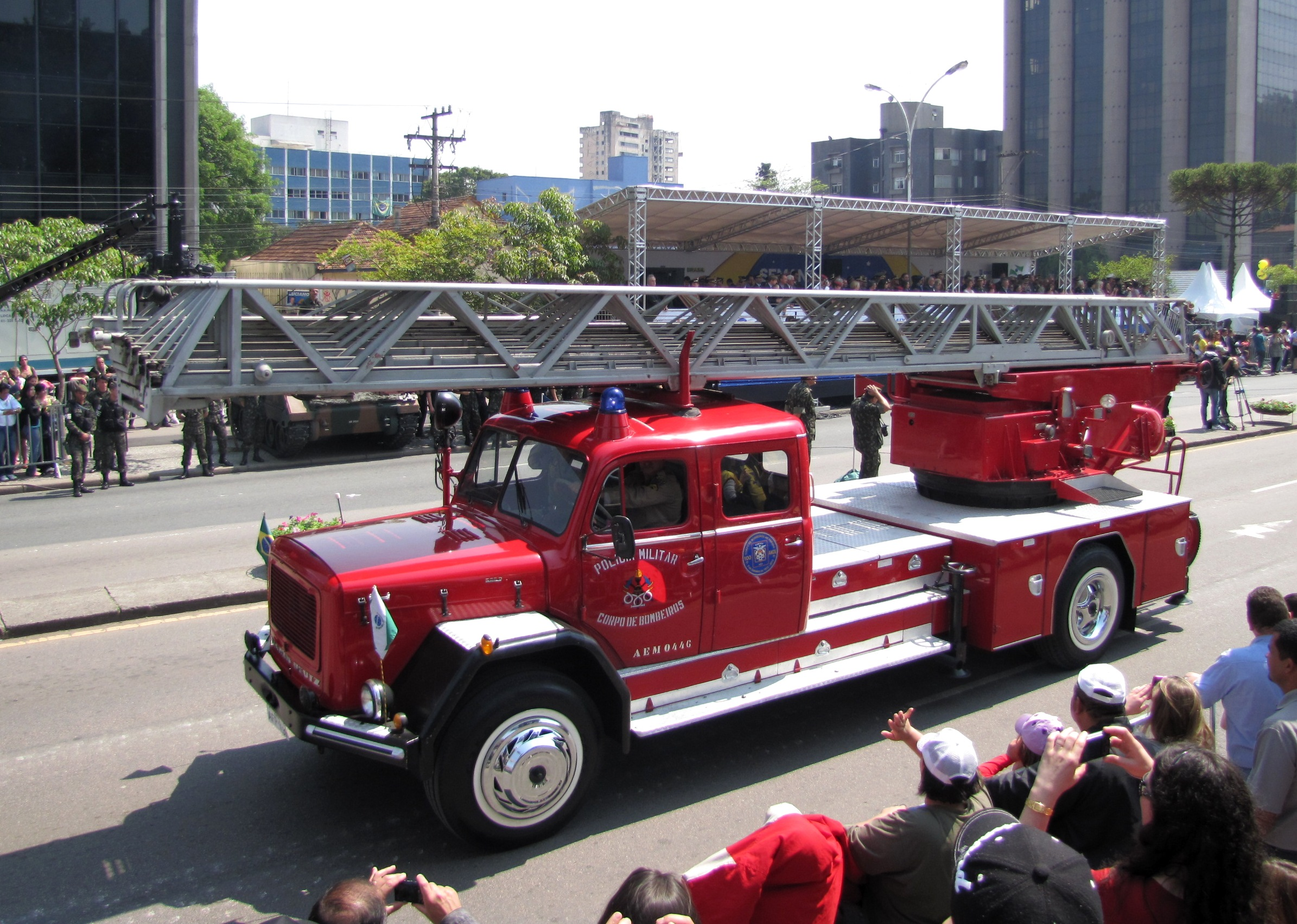
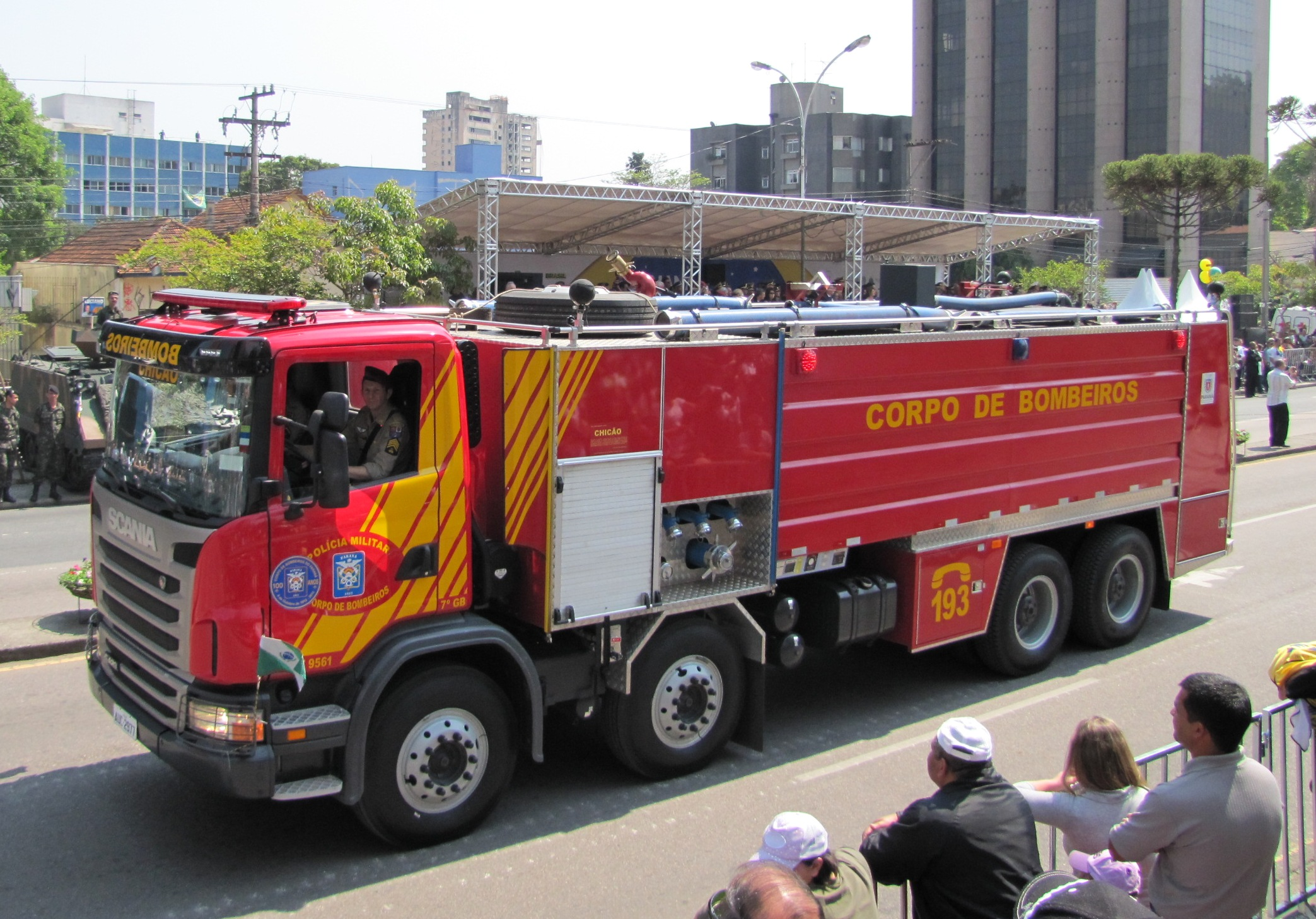
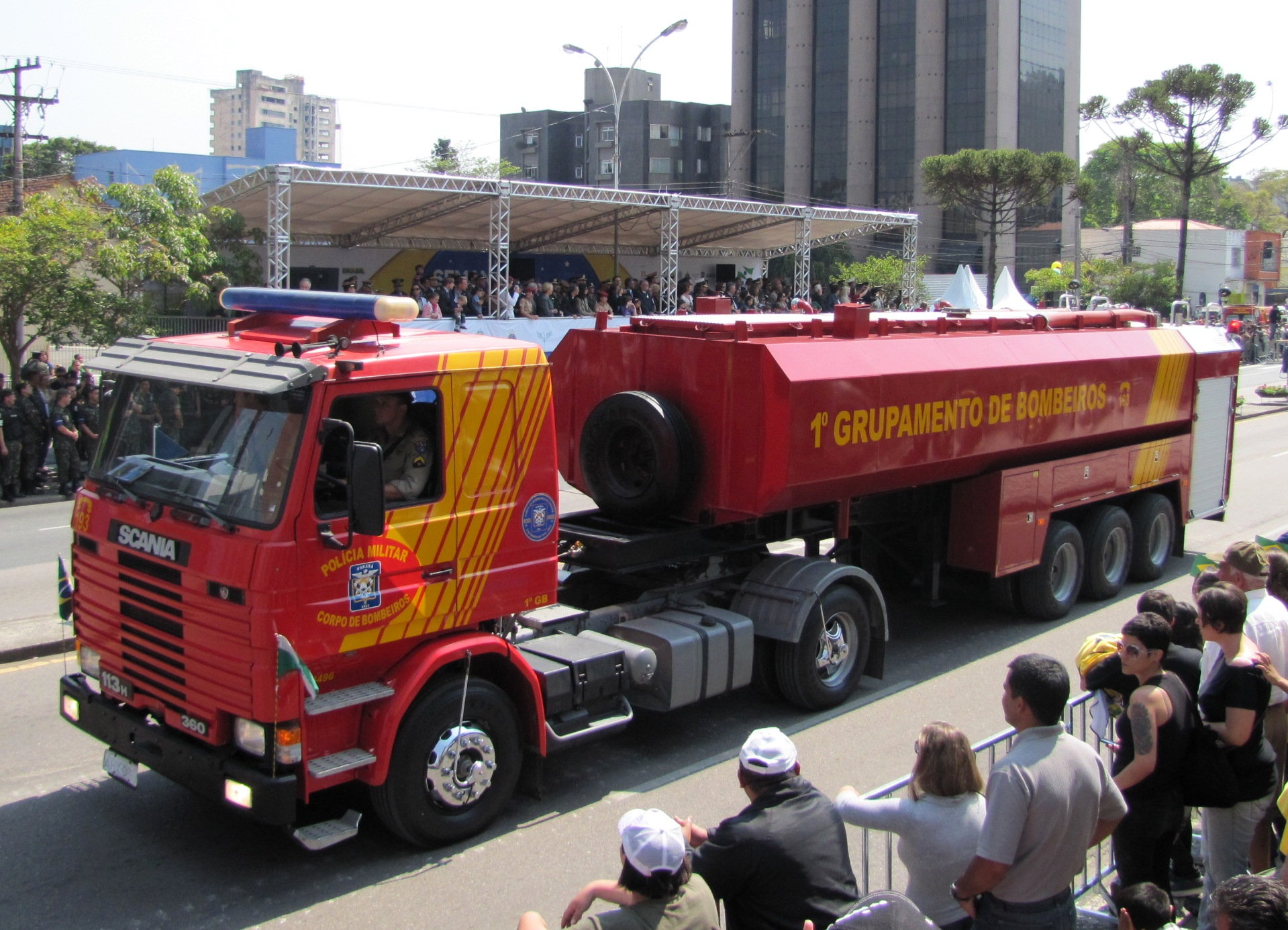
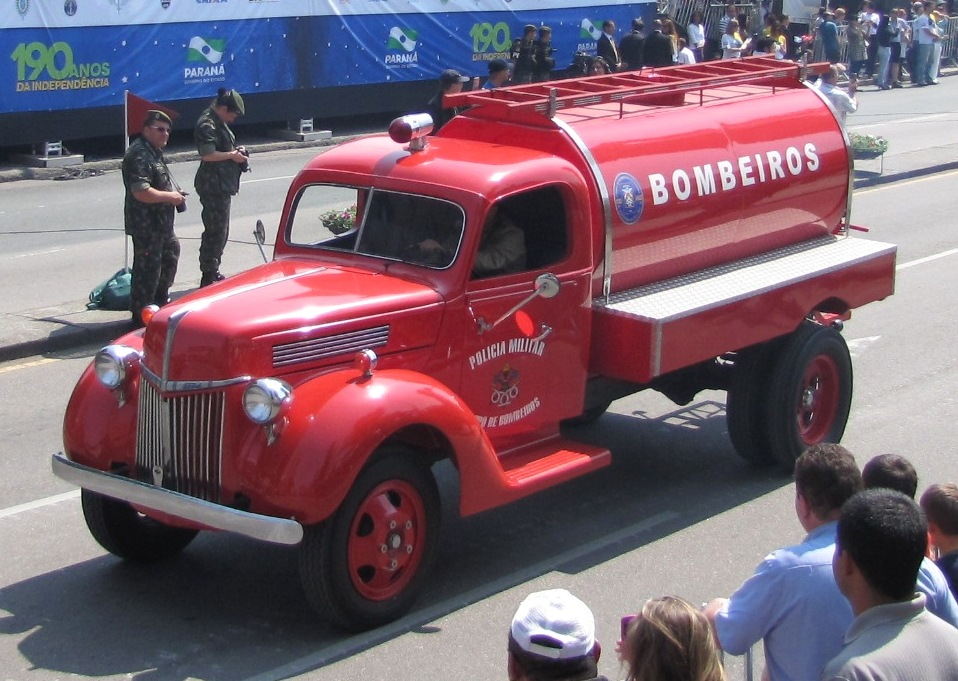
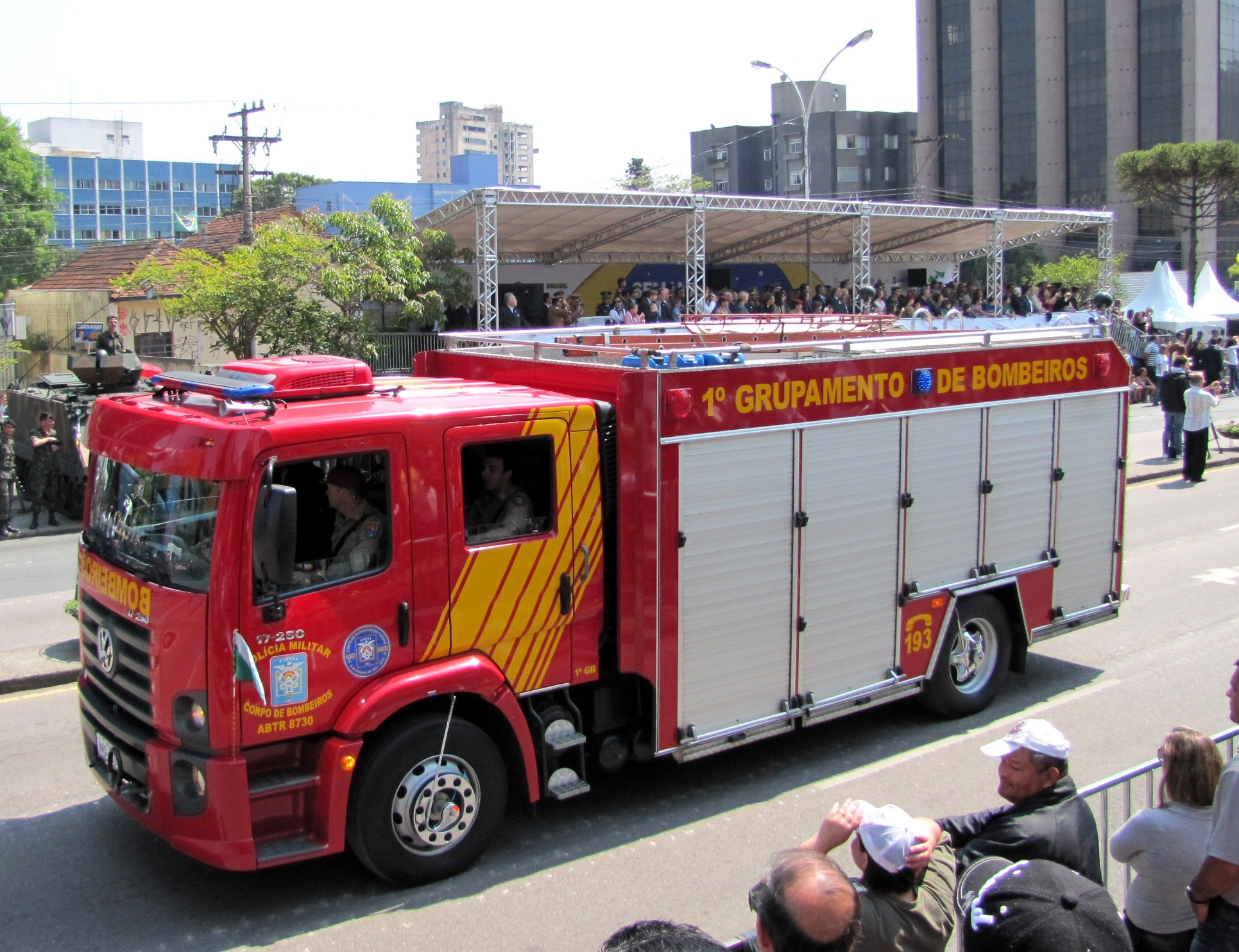